# يانغ شاوتشي
يانغ شاوتشي (بالصينية: 杨绍崎) (و. 1976  م) هي مبارزة بالسيف صينية، شاركت في الألعاب الأولمبية الصيفية 2000، ودورة الألعاب الآسيوية 1998.

## روابط خارجية
- يانغ شاوتشي على موقع الاتحاد الدولي للمبارزة (الإنجليزية)
- يانغ شاوتشي على موقع اللجنة الأولمبية الدولية (الإنجليزية)
- يانغ شاوتشي على موقع أوليمبيديا (الإنجليزية)
- يانغ شاوتشي على موقع اللجنة الأولمبية الصينية (الإنجليزية)